# Mark Mazower
Mark A. Mazower (ur. 20 lutego 1958 w Londynie) – brytyjski, następnie amerykański historyk specjalizujący się w historii krajów bałkańskich oraz w historii Europy w XX wieku. Obecnie jest profesorem historii na Uniwersytecie Columbia w Nowym Jorku. Wyróżniony honorowym obywatelstwem Grecji.

## Istotne publikacje
Wybrane publikacje w języku angielskim:
- Governing the World: The History of an Idea (2012)
- No Enchanted Palace: The End of Empire and the Ideological Origins of the United Nations (Princeton University Press, Princeton and Oxford 2009),
- Hitler's Empire: Nazi Rule in Occupied Europe (Allen Lane, 2008),
- Networks of Power in Modern Greece, (red., C Hurst & Co Publishers Ltd, 2008),
- Salonica, City of Ghosts: Christians, Muslims and Jews, 1430-1950 (HarperCollins, 2004),
- Ideologies and National Identities: The Case of Twentieth-Century South-Eastern Europe (co-red., Central European University Press, 2003),
- After the War was Over: Reconstructing the Family, Nation and State in Greece, 1943-1960 (red., Princeton UP, 2000)
- The Balkans: A Short History (Weidenfeld and Nicolson, 2000), drugie wydanie The Balkans: From the End of Byzantium to the Present Day (Phoenix, 2002),
- Dark Continent: Europe's 20th Century (Knopf, 1998),
- The Policing of Politics in the Twentieth Century: Historical Perspectives (red., Berghahn, 1997),
- Inside Hitler's Greece: The Experience of Occupation, 1941-44 (Yale UP, 1993),
- Greece and the Inter-War Economic Crisis, Clarendon Press.

## Publikacje przełożone na język polski
- Imperium Hitlera. Nazistowskie rządy w okupowanej Europie (ang. Hitler's Empire: Nazi Rule in Occupied Europe), Wyd. Świat Książki, Warszawa 2011.
- Saloniki. Miasto Duchów. Chrześcijanie, muzułmanie i żydzi w latach 1430-1950 (ang. Salonica, City of Ghosts: Christians, Muslims and Jews, 1430-1950), tłum. Agnieszka Nowakowska, Wyd. Czarne, Wołowiec 2017.